# Jackie Zoch
Jackie Zoch, född den 8 juni 1949 i Madison, Wisconsin, är en amerikansk roddare.
Hon tog OS-brons i åtta med styrman i samband med de olympiska roddtävlingarna 1976 i Montréal.